# Iragua montana
Iragua montana är en insektsart som beskrevs av Young 1977. Iragua montana ingår i släktet Iragua och familjen dvärgstritar. Inga underarter finns listade i Catalogue of Life.